# Teatro municipale di Ouro Preto
Il Teatro municipale di Ouro Preto (in portoghese: Teatro Municipal de Ouro Preto  si trova nella città di Ouro Preto, nello stato di Minas Gerais. È il più antico teatro del continente americano  e uno dei più belli del Brasile.

## Storia

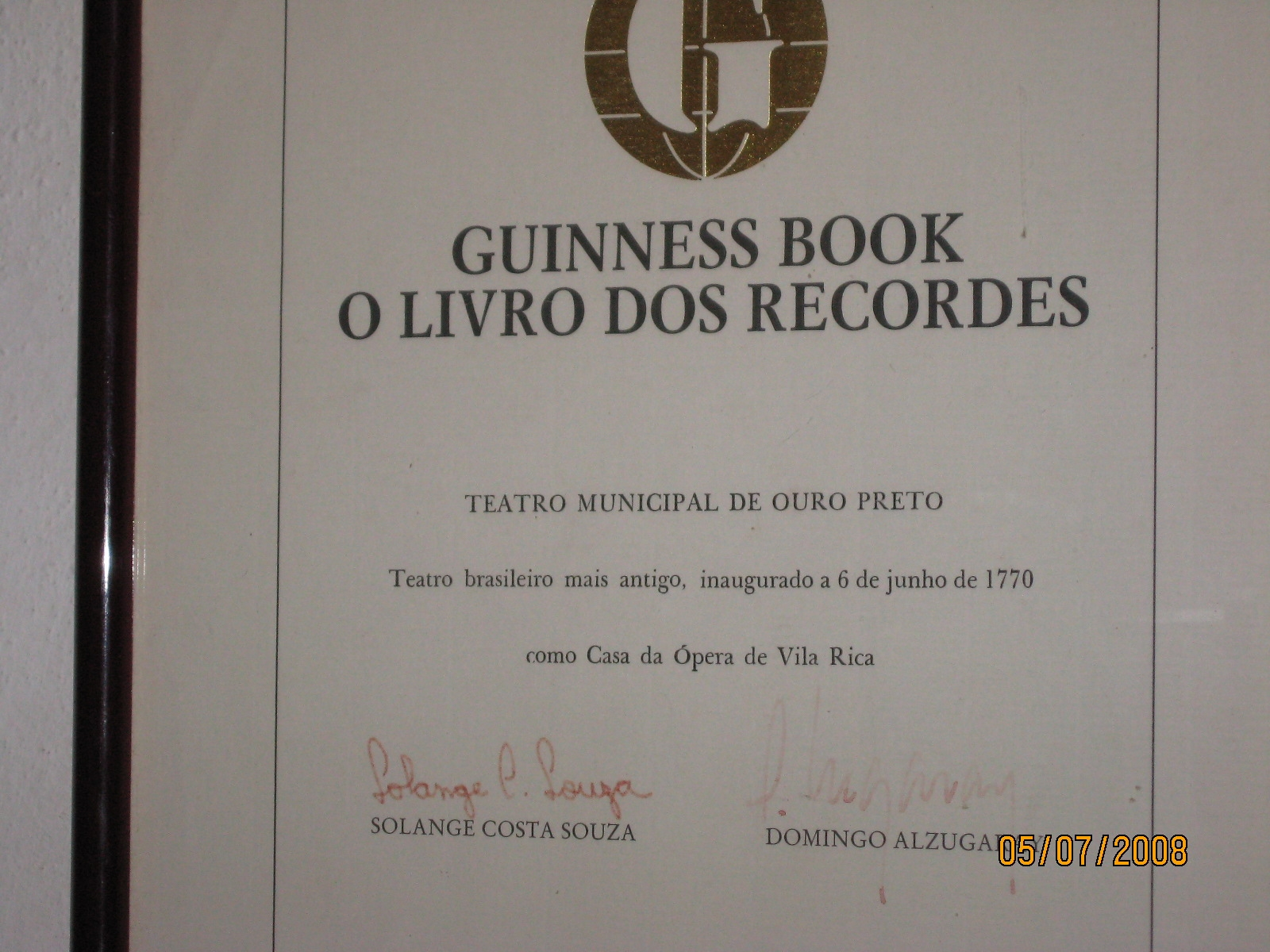
Il certificato che riconosce il teatro come il più antico del Brasile.

Fu costruito fra il 1746 e il 1770 per iniziativa di João de Souza Lisboa, che ne fu il primo proprietario . Fu inaugurato il 6 giugno 1770. In origine era chiamato Casa da Ópera de Vila Rica.